# Réservoir Travyanske
 (mars 2024).
Si vous disposez d'ouvrages ou d'articles de référence ou si vous connaissez des sites web de qualité traitant du thème abordé ici, merci de compléter l'article en donnant les références utiles à sa vérifiabilité et en les liant à la section « Notes et références ».
Le réservoir Travyanske (en ukrainien : Трав'янське водосховище) est un lac artificiel formé en 1972 sur le cours de la rivière Kharkiv, en Ukraine.
Le réservoir est long de 6,5 km et jusqu'à 1,1 km de large. Son volume total d'eau est de 22,2 km3. Le réservoir est utilisé pour l'alimentation en eau de la ville de Kharkiv et la régulation des eaux de la rivière.